# 萨格勒布太阳系模型
45°48′47″N 15°58′31″E / 45.8130174°N 15.9751946°E
萨格勒布太阳系模型 是克罗地亚萨格勒布的装置艺术，连同太阳雕塑，构成一个太阳系模型。
青铜太阳雕塑完成于1971年，直径2米，最初在克罗地亚国家剧院大楼，此后更换了几次地点，1994年以后放置在 Bogovićeva街。
2004年，艺术家 Davor Preis 举行了展览，随后将太阳系九大行星的模型放置在萨格勒布的不同地点，完成完整的太阳系模型。模型的尺寸以及与太阳模型的距离完全按照太阳雕塑的比例。这个太阳系模型的比例是1:680 000 000。其中地球模型尺寸为1.9 cm，距离太阳模型225米，而冥王星模型则远在7.7公里以外。
最初这个装置并不为萨格勒布人所普遍了解。后来被一些物理学生“发现”，在克罗地亚物理学会网络论坛上发起寻找活动。
九大行星的位置如下：
- 水星 - 3 Margaretska Street
- 金星 - 耶拉其恰廣場3号
- 地球 - 9 Varšavska Street
- 火星 - 特卡爾契奇街21号
- 木星 - 71 Voćarska Street
- 土星 - 1 Račićeva Street
- 天王星 - 9 Siget (not at the residential building but at the garage across the street)
- 海王星 - Kozari 17
- 冥王星 - Bologna Alley (underpass) -

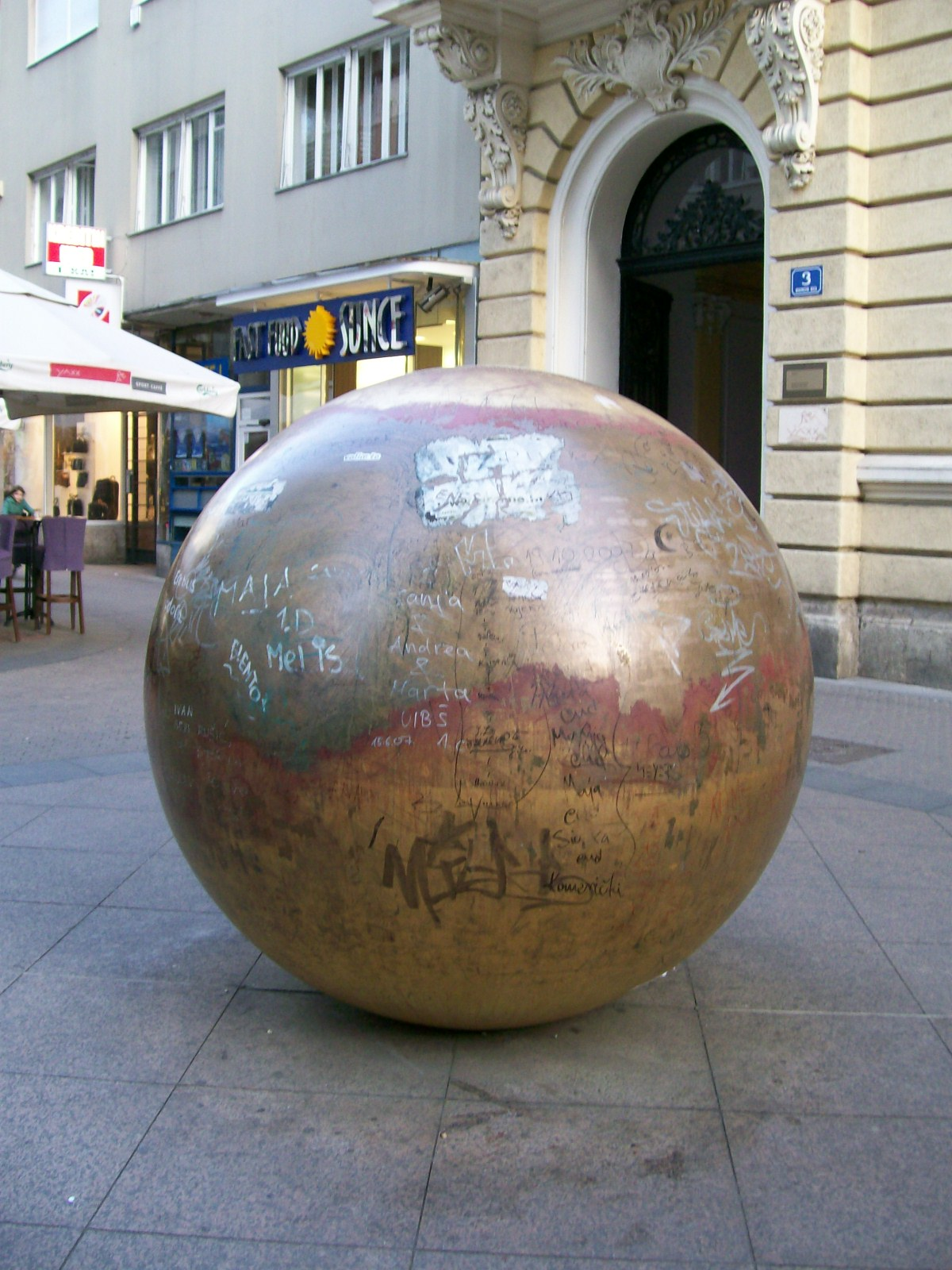
太阳
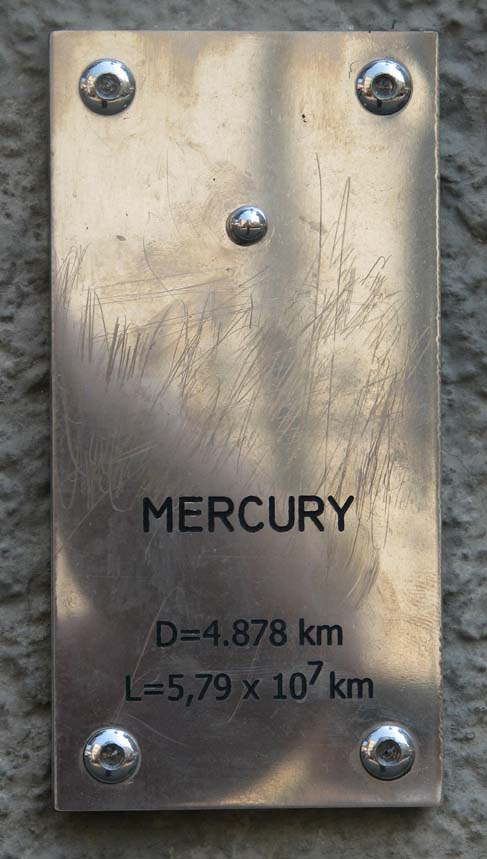
水星
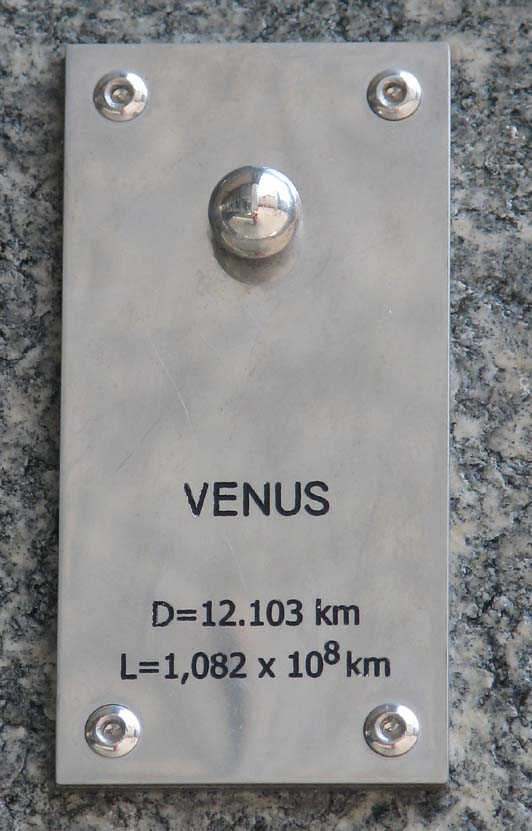
金星
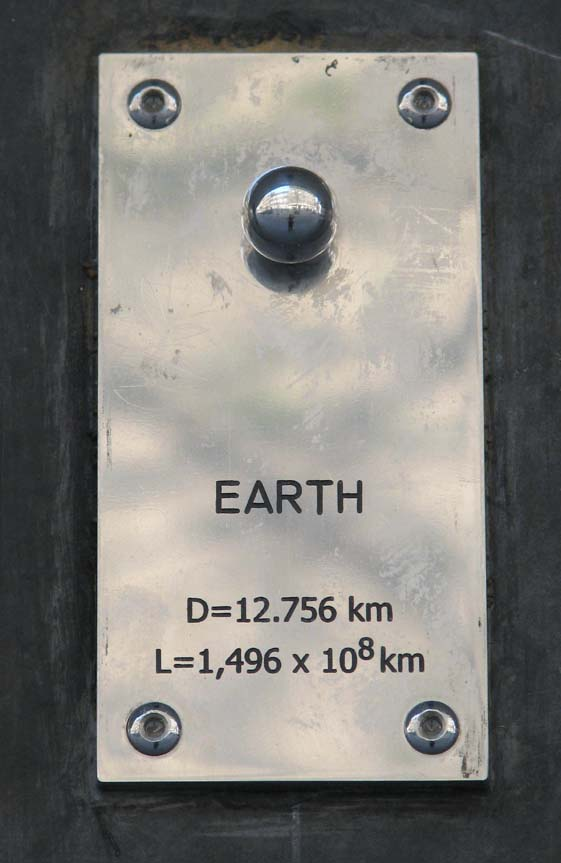
地球
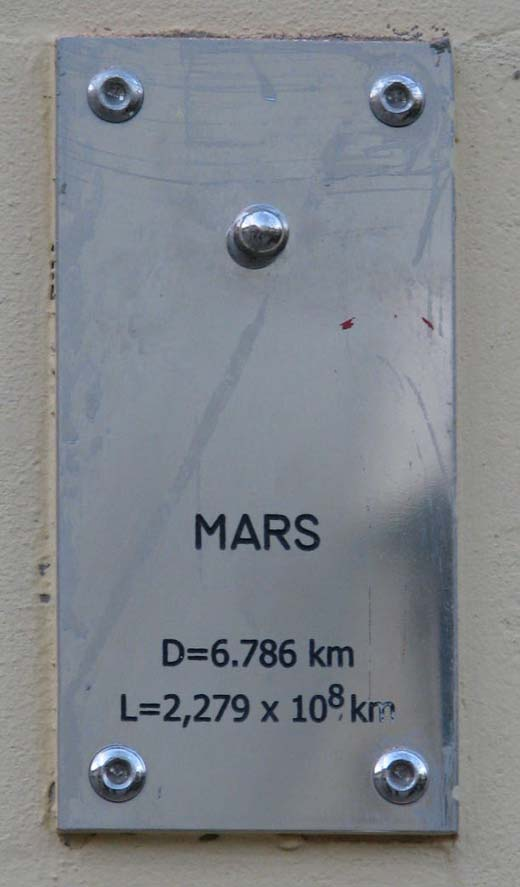
火星
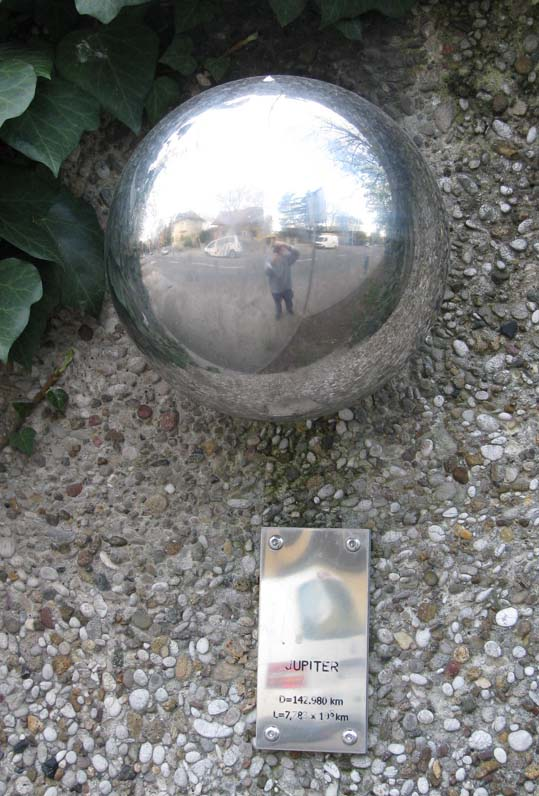
木星
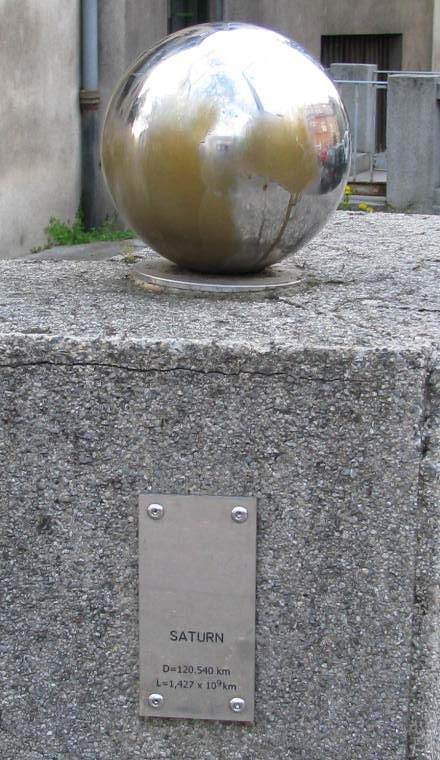
土星
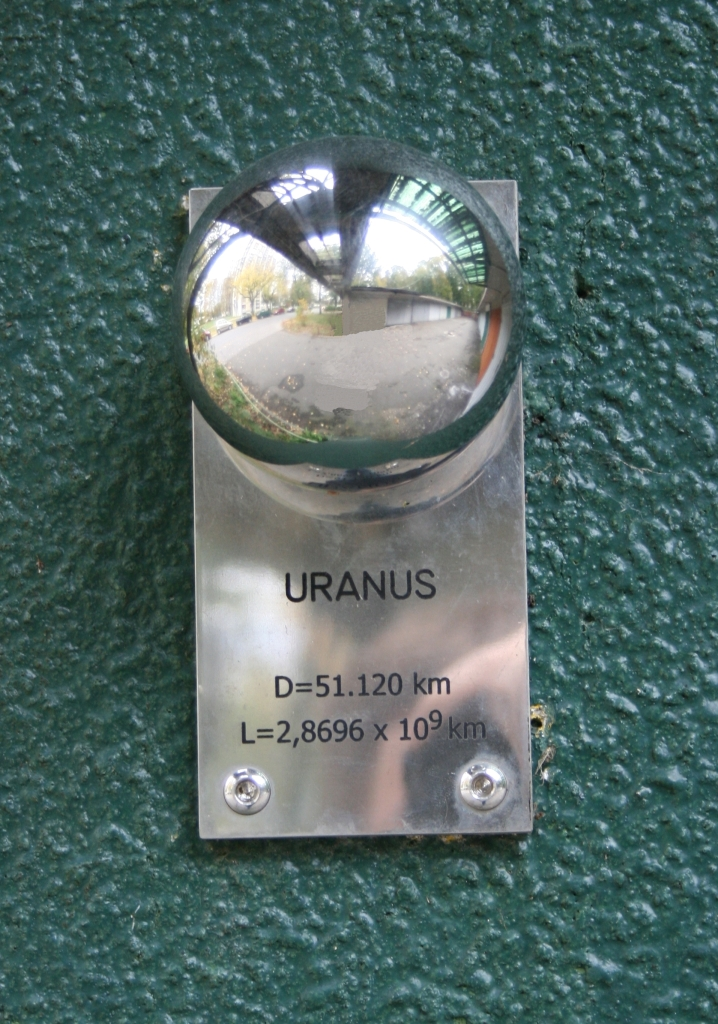
天王星
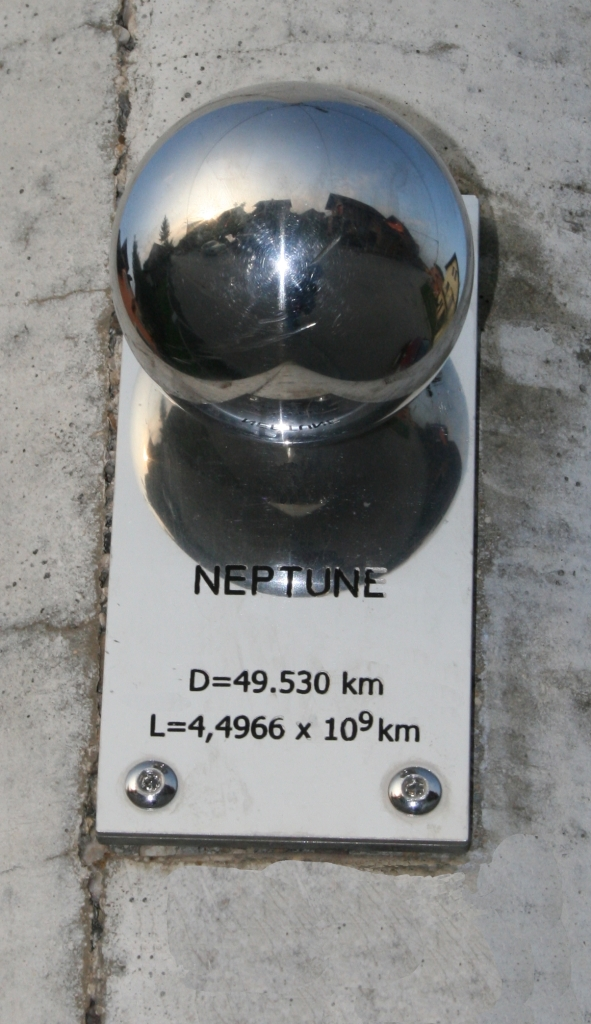
海王星
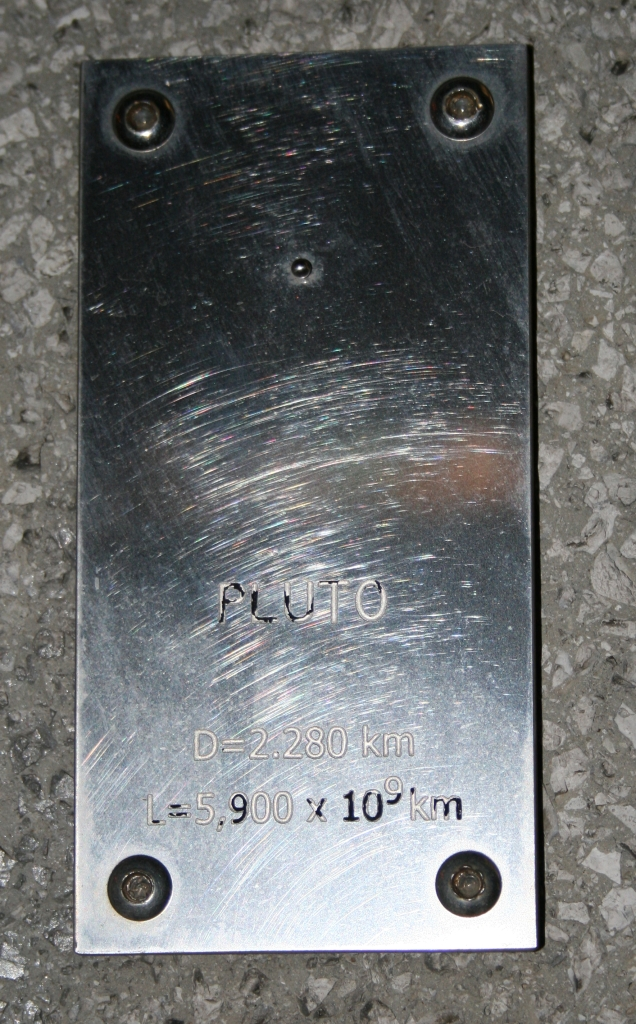
冥王星